# Sainte-Croix (Aveyron)
Sainte-Croix egy település Franciaországban, Aveyron megyében. Lakosainak száma 736 fő (2022. január 1.). Sainte-Croix La Capelle-Balaguier, Martiel, Ols-et-Rinhodes, Savignac, Toulonjac és Villeneuve községekkel határos.

## Népesség
A település népessége az elmúlt években az alábbi módon változott:
| Lakosok száma | 539  | 601  | 608  | 699  | 724  | 721  | 736  | 745  | 744  | 736  |
|               | 1968 | 1982 | 1990 | 2006 | 2013 | 2015 | 2017 | 2019 | 2020 | 2022 |